# Georges V le Brillant
Georges V de Géorgie (en géorgien : გიორგი V ბრწყინვალე, Giorgi V Brtskinvale, « le Brillant » ou « l'Illustre » ; 1286/1289, mort en 1346) est un roi bagratide de Géorgie. Associé à son demi-frère David VIII de Géorgie puis à son neveu Georges VI de Géorgie, il est seul roi de 1313 à 1346. 

## Origine

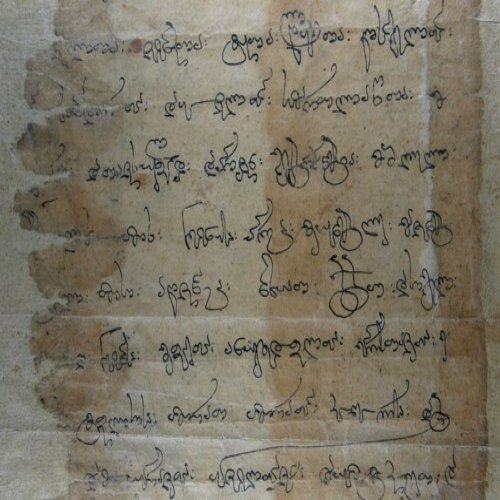
Charte émise par le roi Georges V.

Extension du pays, 1314-1346.

Georges V de Géorgie est le fils du roi Démétrius II de Géorgie et de sa troisième épouse Natalia Jakeli, la fille de Béka Ier de Samtskhé. Après l’exécution de son père par les Mongols, sa mère se réfugie au Samtskhé et le jeune prince est élevé par son grand-père maternel, le prince et Atabeg Béka Ier Jakeli, qui gouverne le Samtskhé en prince indépendant sous la suzeraineté mongole.

## Roi associé
En 1301, l’Ilkhan Ghazan nomme Georges V, alors âgé d’une dizaine d’année, roi de Géorgie en opposition à son demi-frère aîné David VIII de Géorgie. L’autorité théorique du jeune roi ne s’exerce que sur la capitale Tiflis, contrôlée par les Mongols qui n’hésitent pas à porter sur le trône un troisième roi en la personne de Vakhtang III de Géorgie, un frère des deux co-roi associés.
Après la mort de ses deux frères aînés en 1307 et 1310, Georges V demeure co-roi associé avec son neveu Georges VI de Géorgie, le fils mineur de David VIII de Géorgie. La disparition du jeune roi en 1313 le laisse seul souverain du pays.

## Seul souverain
Georges V commence sa carrière comme vassal fidèle de l’Ilkhan Oldjaïtou. Il mène une armée d’auxiliaires géorgiens réprimer une révolte en Asie Mineure, puis il repousse au-delà du Caucase une incursion d’Ossètes. Le roi de Géorgie entretient des relations amicales avec le prince mongol Chaban. L’exécution de ce dernier par le nouvel Ilkhan Abu Saïd lui donne un prétexte pour rejeter la suzeraineté des Mongols et refuser le paiement du tribut imposé par les envahisseur depuis près de 80 ans.
Sur le plan intérieur, Georges V intervient également afin de réduire l’indépendance de la noblesse, qui a mis à profit l’affaiblissement du pouvoir royal lié aux invasions. En 1329 il assiège Kutai, la capitale de l’Iméréthie, et réduit le jeune roi Bagrat Ier à l’état de duc de Chorapan et de gouverneur de la province. En 1334, il obtient également la renonciation de son cousin Qvarqaré II Jakeli à l’indépendance de fait du Samtskhé.
Le roi Georges V poursuit ensuite son œuvre de restauration de la puissance économique géorgienne en réformant la monnaie et en rénovant les lois du pays. Il développe des relations commerciales avec l’Empire byzantin et les républiques maritimes italiennes de Gênes et de Venise.
Sous son règne, la Géorgie entre en relations diplomatiques avec les Mamelouks d’Égypte et engage la restauration des monastères de Terre sainte contrôlés par les moines géorgiens. 
Le roi, conscient de la puissance montante des Turcs Ottomans, met en état de défense la Klarjéthie, province sud-ouest de la Géorgie. Il intervient enfin dans la politique de l’empire de Trébizonde pour soutenir en 1341/1342 les prétentions au trône de sa cousine Anna Anachoutlou, fille d’Alexis II de Trébizonde et de la princesse Djiadjak Jakeli du Samtskhé.
L’action menée pendant son règne par le roi Georges V est à l’origine du surnom de Brtskinvale (« Brillant » ou « Illustre ») qui lui a été attribué par les historiens postérieurs.

## Union et descendance
D’une épouse inconnue, Georges V de Géorgie laisse un fils :
- David IX de Géorgie.

## Sources
- Cyrille Toumanoff, Les dynasties de la Caucasie chrétienne de l'Antiquité jusqu'au XIXe siècle : Tables généalogiques et chronologiques, Rome, 1990, p. 138.
- Alexandre Manvelichvili, Histoire de la Géorgie, Paris, Nouvelles Éditions de la Toison d'Or, 1951, 476 p., p. 241-243.
- Nodar Assatiani et Alexandre Bendianachvili, Histoire de la Géorgie, Paris, l'Harmattan, 1997, 335 p. [détail des éditions] (ISBN 2-7384-6186-7, présentation en ligne), p. 167-170.
- Marie-Félicité Brosset, Histoire de la Géorgie depuis l’Antiquité jusqu’au XIXe siècle, v. 1-7, Saint-Pétersbourg, 1848-58 (lire ce livre avec Google Books : , ), p. 622-624 & 640-649.